# Баликтах
Баликта́х (рос. Балыктах, якут. Балыктаах) — річка в Росії, Республіка Саха (Якутія).
Річка протікає в центральній частині Котельного острова з групи Новосибірських островів. Починається в центрі острова й тече спочатку на північ, потім на схід, південний схід та південь. Впадає до бухти Якова Смірницького, що відкривається в Санникову протоку Східно-Сибірського моря.
Верхів'я влітку пересихає. Середня течія помірно звивиста, проходить через ущелини висотою 8-10 м. Тут ширина русла становить 40 м, глибина 0,8 м, дно вкрите заростями водоростей, швидкість течії — 0,3 м/с, часто зустрічаються річкові острівці. Після впадання справа притоки Туор-Юрях швидкість зменшується до 0,1 м/с, русло розширюється до 85 м, глибина збільшується до 1,2 м, дно стає піщаним. В нижній течії русло розширюється до 110 м, глибина становть 1,5 м, дно вкрите водоростями. Гирлова ділянка річки розбивається на декілька дрібних рукавів, один з них з'єднується з сусідньою річкою Нікола. Ширина головного рукава становить 90 м, глибина 2 м. Острови що утворились рукавами піщані, деякі періодично затоплюються.
| Росія | Це незавершена стаття з географії Росії. Ви можете допомогти проєкту, виправивши або дописавши її. |